# 古河力作
古河 力作（ふるかわ りきさく、1884年（明治17年）6月14日 - 1911年（明治44年）1月24日）は、明治時代の無政府主義者（アナキスト）。
幸徳事件（大逆事件）で処刑された12名の1人だが、近年では冤罪として名誉回復の運動がある。

## 略歴

### 花作りから社会主義者へ
福井県遠敷郡雲浜村（現：福井県小浜市）出身で、古河家はもともと地元の豪商の家だが近親結婚を繰り返したため、力作は身長が140cm足らずの短躯であったという。三樹松（ミキちゃん）という弟と、つな（ツーちゃん）という妹がおり、実家は地主だったが父・慎一が事業に失敗して経済的にも困窮し、いわゆる「良い所のボンボン」として育てられた力作自ら働きに出なくてはならなくなった。力作は花作りが好きで、神戸の「印東熊児」の園芸場で勤務する。印東も力作もクリスチャンで、1903年（明治36年）には東京・滝野川（現：東京都北区滝野川）の西洋草花店に移った。
草花店での勤務の傍ら、足尾鉱毒事件の直訴騒動の頃から社会問題に関心を持つようになり、とりわけ社会的不平等に反発するようになった。社会主義者の座談会に何度も通い、座談会の場で力作が首相の桂太郎を刺殺するために内閣総理大臣官邸へ忍び込もうとしたことを告白すると周囲から親しまれ、1909年（明治42年）から幸徳秋水・管野スガが創刊した「自由思想」の印刷名義人となった。

### 逮捕〜処刑
1910年（明治43年）5月、新村忠雄と宮下太吉が爆発物取締罰則違反容疑で逮捕された明科事件と幸徳事件（大逆事件）に関与したとして逮捕された。警察によれば、秋水・管野・新村・宮下が天皇暗殺を計画していたとされるが、弁護士の今村力三郎によると、
1. 事件の計画は管野、新村、宮下で立てられた
2. 思想的師匠である秋水は身の危険が及ぶためにメンバーから除外された
3. 力作については同志として見なされていなかったため、計画自体を知らせていなかった

という。
天皇暗殺を目的とした爆弾テロ事件の実行者を決める段階になって、抽選で力作は2番目の実行者になるが、計画は有耶無耶のうちに立ち消えとなった。しかし、宮下が明科事件で逮捕されたことで、力作自身も「未遂」として警察に逮捕されることになった。
幸徳事件では力作本人に犯意は薄く、裁判においても予備審問の判事に諭されて社会主義を一度は放棄するが、結局は有罪判決を受けた。当時の大逆罪は未遂・予備も含めて死刑しか定められておらず、力作は死を覚悟して「僕は『無政府共産主義者』です。しかしドグマに囚われてもいない。自由を束縛されるのは嫌だ。貧困・生存競争・弱肉強食の社会よりも、自由・平等・博愛・相互扶助の社会を欲す。戦争無く、牢獄無く、永遠の平和、四海兄弟の実現を望む」という言葉を残し、刑死した。26歳没。

### 死後
力作と森近運平は、処刑後に自身の遺体を解剖研究用の献体とするように遺言していたため、堺利彦はあらかじめ東京大学法医学教室の片山国嘉に引き取りを依頼していたが、直前で圧力がかかり解剖が取り止めとなった。激怒した堺は、このまま力作らの遺体を放置することを考えたが、3日後の27日に東京・下落合の火葬場で遺体を荼毘に付し、遺灰を遺族に渡した。
力作は生前、「墓を立てる余裕があるなら、弟妹に甘い物でも買って下さい」と言い残したが、郷里の福井県小浜市青井の妙徳寺には戒名だけが彫られた簡素な力作の墓がある。実弟の古河三樹松（1900年 - 1995年）は兄の事件後に家族と郷里から逃げるように上京し、月の輪書林古書目録の『古河三樹松散歩』で知られた、剛毅なアナキストの書店主となった。

## 参考資料
- 水上勉『古河力作の生涯』文藝春秋、1978年。ISBN 978-4167118068。